# Вулиця Трещаківського
Ву́лиця Трещаківського — вулиця у Залізничному районі міста Львова, в місцевості Сигнівка. Сполучає вулиці Патона та Каховську.

## Історія
Виділена в окрему вулицю у 1957 році та отримала назву Апаратна. Сучасна назва вулиця Лева Трещаківського походить з 1993 року, на пошану Лева Трещаківського, греко-католицького священика та громадського діяча.

## Забудова
Забудова вулиці Трещаківського — одно- і двоповерхова барачна та двоповерховий конструктивізм 1950-х років.